# Avalon (Pennsylvania)
Avalon  è un comune (borough) degli Stati Uniti d'America, nella contea di Allegheny nello Stato della Pennsylvania. Secondo il censimento del 2010 la popolazione è di 4.705 abitanti.

## Società

### Evoluzione demografica
La composizione etnica vede una prevalenza della razza bianca (87,5%) seguita da quella afroamericana (8,7%).
| borough di Avalon Popolazione |       |
| 2000                          | 5.294 |
| 2010                          | 4.705 |